# Lupinus laevigatus
Lupinus laevigatus är en ärtväxtart som beskrevs av George Bentham. Lupinus laevigatus ingår i släktet lupiner, och familjen ärtväxter. Inga underarter finns listade i Catalogue of Life.